# 白邊側牙鱸
白邊側牙鱸（学名：Variola albimarginata，又稱白緣星鱠，俗名為闊嘴格仔、鱠魚、過魚，為輻鰭魚綱鱸形目鱸亞目鮨科的其中一個種。

## 分布
本魚分布於印度太平洋區，包括東非、薩摩亞、日本南部、印尼、台灣等海域。

## 深度
水深10至90公尺。

## 特徵
本魚體長橢圓形。頭中大，頭長稍大於體高。眶間區稍圓突。上頜前端具2犬齒，中央具一向後倒伏的牙齒，兩側外列具稀疏排列的圓錐齒，內列具絨毛狀齒。鋤骨及腭骨均具絨毛狀齒。與另外一種近似種側牙鱸的主要區別為本種尾鰭有白色緣，至於體色略有變化，從鮮紅到暗紅，其上密布不規則之斑點，胸鰭末端黃色，背鰭具硬棘4枚，軟條14枚；臀鰭硬棘3枚，軟條8枚；腹鰭腹位，末端延伸不及肛門開口；胸鰭圓形，中央之鰭條長於上下方之鰭條，且長於腹鰭，尾鰭彎月形。體被細小櫛鱗；側線鱗孔數66至75枚；縱列鱗數109至127枚。體長可達60公分。

## 生態
通常棲息在水質清澈，珊瑚生長茂密的岩礁或珊瑚礁斜坡上，常獨游，偶亦以小群聚出現。晝間在礁區游盪，四處覓食，獵捕其他魚類。

## 經濟利用
體型大，具經濟性的食用魚，味美，適合清蒸。